# Pusselsheim
Pusselsheim ist ein Gemeindeteil der Gemeinde Donnersdorf im unterfränkischen Landkreis Schweinfurt in Bayern.

## Geografische Lage
Das Kirchdorf liegt im äußersten Nordwesten des Donnersdorfer Gemeindegebiets. Nördlich beginnt das Gemeindegebiet von Grettstadt bei Schweinfurt, die Gemarkung von Obereuerheim liegt Pusselsheim am nächsten. Im Nordosten beginnt der Landkreis Haßberge, die Bundesautobahn 70 verläuft durch das Gemeindegebiet von Theres. Östlich, ebenfalls im Landkreis Haßberge, ist der Wonfurter Gemeindeteil Dampfach zu finden. Südöstlich liegt Donnersdorf selbst. Westlich ist Dürrfeld, Teil von Grettstadt, zu finden. 

## Geschichte
Der Name des Ortes geht auf eine Gründerpersönlichkeit zurück und kann als „Heim des Busold“ gedeutet werden. Wahrscheinlich gehörte das Dorf zu den Siedlungen, die während der fränkischen Kolonisation im 6. und 7. Jahrhundert entstanden. Das Dorf entstand wohl zusammen mit den Orten Gädheim und Euerheim. Während seiner Geschichte war Pusselsheim lange Zeit Teil des Hochstifts Würzburg. Zunächst unterstand es dem Amt Mainberg, ehe es 1692 zum Amt Gerolzhofen kam. Heute ist es Teil der Großgemeinde Donnersdorf.

## Kultur und Sehenswürdigkeiten

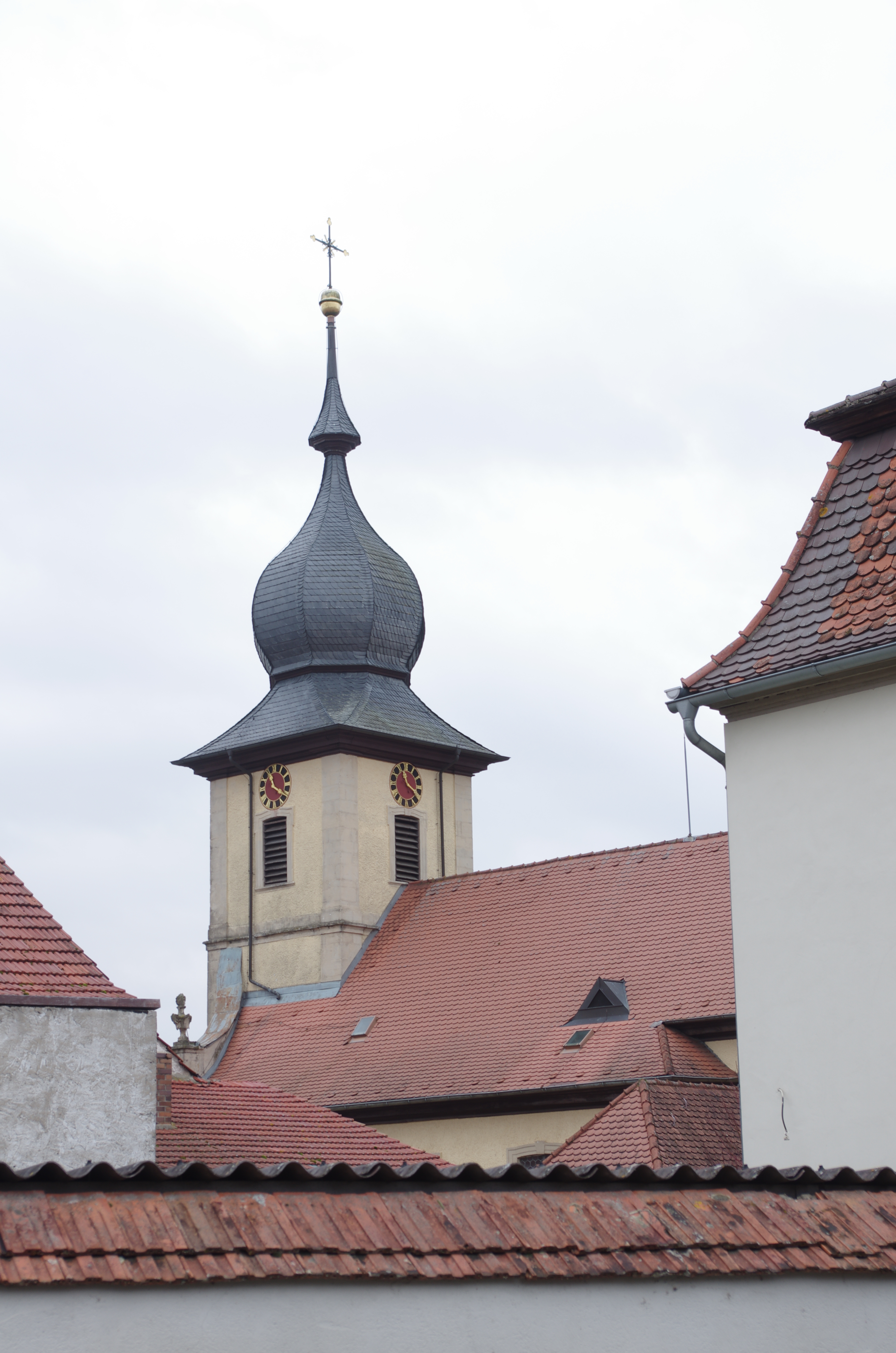
Die Kirche St. Burkard in Pusselsheim

### Baudenkmäler
Den Mittelpunkt des Dorfes bildet die katholische Pfarrkirche. Sie ist dem Würzburger Bischof und Heiligen Burkard geweiht und wurde in den Jahren 1775 bis 1778 vom Würzburger Meister Wucherer errichtet. Die Westseite wird vom Turm mit seiner eingeschnürten Kuppel dominiert, er wurde in die Rokoko-Fassade einbezogen. Mehrere Heiligenfiguren prägen diese Seite, so wurden hier Figuren der Madonna, des Kirchenpatrons und des heiligen Wendelin aufgestellt.
Ältestes Element der Ausstattung ist der Taufstein, der im Jahr 1597 geschaffen wurde. Die restlichen Elemente kamen zur Erbauungszeit am Ende des 18. Jahrhunderts in die Kirche. Der viersäulige Hochaltar beinhaltet ein Bild der Verklärung des Burkardus und wird von zwei Figuren des Kilian und ebendieses Burkards flankiert. Die Seitenaltäre wurden mit Bildern des Wendelin und der Muttergottes verziert. Ebenso entstammen Kanzel und Beichtstuhl dem Rokoko.
Neben dem ehemaligen Pfarrhaus, einem Bau des frühen 19. Jahrhunderts, haben sich in Pusselsheim viele Bildstöcke und Kleindenkmäler erhalten. Besonders bemerkenswert ist die Ölberggruppe neben der Kirche. Sie wurde 1862 von einer Anna Klühspies gestiftet und von M. Hauck ausgeführt. Ältester Bildstock des Dorfes ist eine Arbeit von 1623 mit einer Kreuzigungsdarstellung. Ebenso sind typisch fränkische Fußgängerpforten zu finden.

### Sage
Viele Sagen ranken sich um das sogenannte Gründleinsloch. Einmal war die Tochter des Herren auf dem Zabelstein krank und man wusste nicht mehr, wie sie zu retten war. Da bot sich ein heilkundiger Bauer an, ein bestimmtes Heilkraut zu besorgen. Nach langer Suche wurde das Kraut am Rande der Gründleinsquelle gefunden und die Tochter konnte gerettet werden. Dem Bauern wurde mit einer großen Landschenkung gedankt. Er wurde der erste Siedler am Gründleinsloch.